# Treece, Kansas
Treece, Kansas (енгл. Treece) град је у америчкој савезној држави Канзас.

## Демографија
По попису из 2010. године број становника је 138, што је 11 (-7,4%) становника мање него 2000. године.
| Група             | 2000.       | 2010.       |
| Белци             | 127 (85,2%) | 108 (78,3%) |
| Афроамериканци    | 3 (2,0%)    | 0 (0,0%)    |
| Азијати           | 0 (0,0%)    | 0 (0,0%)    |
| Хиспаноамериканци | 1 (0,7%)    | 5 (3,6%)    |
| Укупно            | 149         | 138         |